# دائرة الأبيض سيدي الشيخ
دائرة الأبيض سيدي الشيخ  إحدى أكبر وأبرز دوائر ولاية البيض عاصمتها الأبيض سيدي الشيخ. تضم بلديات الأبيض سيدي الشيخ و البنود و عين العراك و اربوات